# Laplandoorlog
De Laplandoorlog (Fins: Lapin sota) is een naam die gebruikt wordt voor de vijandelijkheden tussen Finland en nazi-Duitsland tussen september 1944 en april 1945. Deze oorlog dankt zijn naam aan het feit dat hij werd uitgevochten in het noordelijkste landschap van Finland, namelijk Lapland.
Al in de zomer van 1943 begon de Duitse legertop plannen te maken voor de situatie die zou ontstaan als Finland een afzonderlijke vrede zou sluiten met de Sovjet-Unie. Het Duitse plan was om in dat geval hun troepen noordwaarts terug te trekken om zo de nikkelmijnen nabij Petsamo (Petsjenga) in handen te houden. Gedurende de winter van 1943-1944 verbeterden de Duitsers de wegen tussen het noorden van Noorwegen en Finland. Bij deze werkzaamheden werd uitgebreid gebruikgemaakt van krijgsgevangenen (veelal afkomstig uit Zuid-Europa), waarvan er velen enkel hun zomeruniformen droegen. Er vielen zo vele slachtoffers. Tevens werden er voorraden aangelegd in het gebied. De Duitsers waren derhalve klaar voor de strijd in september 1944 toen de Finnen inderdaad vrede sloten met de Sovjet-Unie.
Terwijl Duitse grondtroepen zich noordwaarts terugtrokken, legde de Duitse Kriegsmarine zeemijnen in de zeewegen naar Finland, en met Operatie Tanne Ost probeerden ze het in de Finse Golf gelegen eiland Suursaari te veroveren. Enkele officieren van de Wehrmacht en het Finse leger poogden een relatief vreedzame terugtrekking te organiseren. Toch braken gevechten uit tussen Duitse en Finse eenheden, zelfs al vóór het voorlopige Sovjet-Finse vredesakkoord was getekend. De strijd verhevigde toen de Finnen probeerden tegemoet te komen aan de Sovjets, die eisten dat alle Duitse soldaten uit Finland verwijderd moesten worden. De Finnen kwamen zo in eenzelfde situatie terecht als de Italianen en de Roemenen, die na hun overgave aan de geallieerden ook de strijd moesten aangaan om hun landen te bevrijden van Duitse troepen. Deze taak van de Finnen werd verder gecompliceerd door een andere eis van de Sovjets, die ook wilden dat het merendeel van de Finse strijdkrachten demobiliseerde, ook al waren ze nog aan het vechten tegen de Duitsers.
De Finse generaal Hjalmar Siilasvuo, de winnaar van de Slag bij Suomussalmi, leidde de acties tegen de Duitsers en in oktober en november van 1944 slaagde hij erin om hen grotendeels uit Noord-Finland te verdrijven. De Duitse strijdkrachten, onder leiding van generaal Lothar Rendulic, pasten echter de tactiek van de verschroeide aarde toe en verwoestten zo grote delen van het land. Meer dan een derde van de steden en dorpen in Noord-Finland werd verwoest, en de provinciale hoofdstad Rovaniemi werd volledig afgebrand. Boven op de kosten van reconstructie (indertijd geschat op 300 miljoen dollar), kwamen ook nog de problemen voor de 100.000 inwoners die vluchtelingen werden. De tactiek van Rendulic veroorzaakte grote problemen tijdens het herstel van Finland van na de oorlog. Hij werd hiervoor door de geallieerden aangeklaagd maar vrijgesproken tijdens de processen van Neurenberg. Wel kreeg Rendulic twintig jaar gevangenschap wegens oorlogsmisdaden in Joegoslavië. Na tien jaar kwam hij weer vrij. De laatste Duitse soldaten waren in april van 1945 uit Finland verjaagd.
Militaire slachtoffers van de strijd waren er relatief weinig: 774 doden aan Finse kant en 1.000 doden aan Duitse kant.

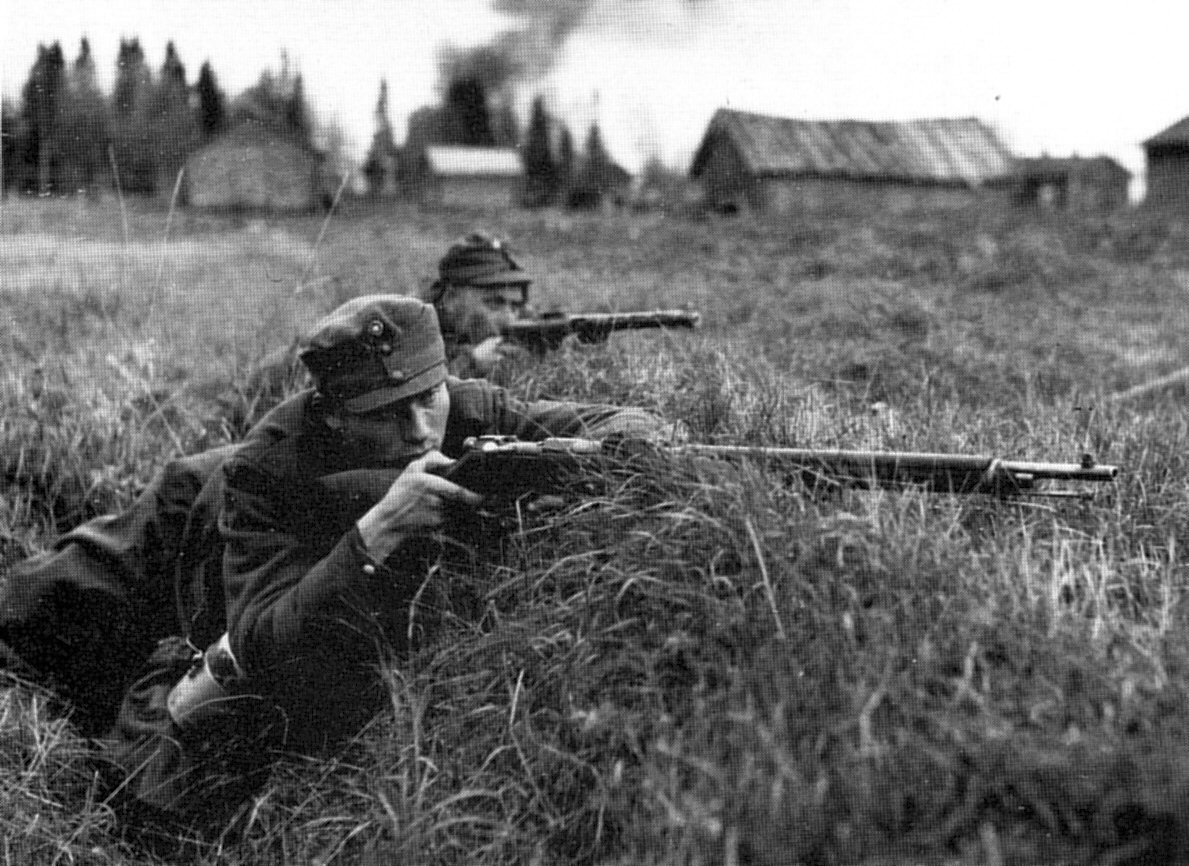
Finse infanterie in Tervaharju
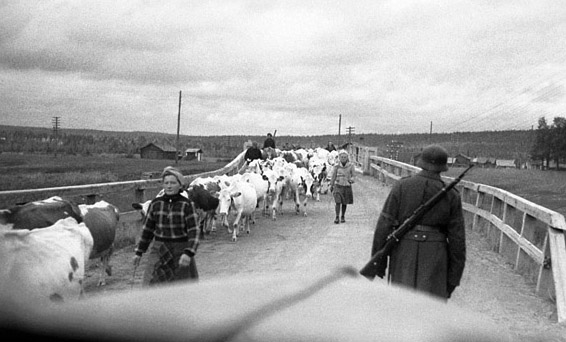
Vluchtelingen tussen Sodankylä en Rovaniemi
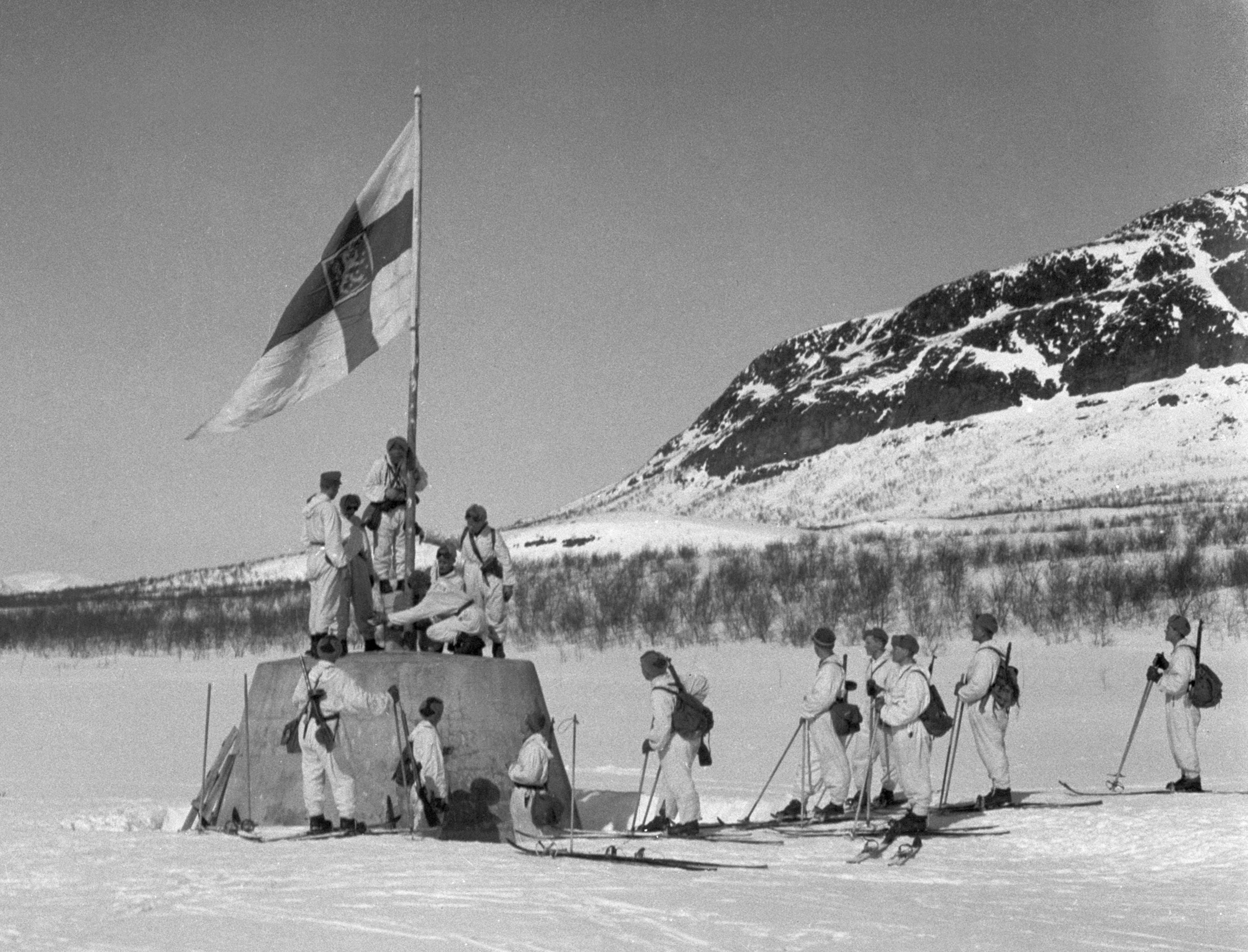
Finse militairen planten op 27-4-1945 de vlag op het drielandenpunt Finland-Noorwegen-Zweden.
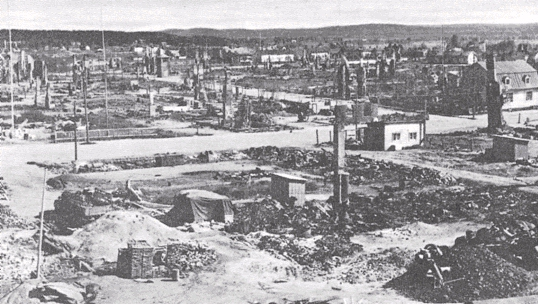
Het volledig verwoeste Rovaniemi